# Kubok FNL
La Kubok FNL o cioè Coppa della FNL (in russo Кубок ФНЛ?) era una competizione calcistica amichevole organizzata dalla Federazione calcistica della Russia e riservata alle squadre partecipanti alla PFN Ligi, seconda divisione del campionato russo di calcio.

## Storia
È stata ufficialmente istituita nel dicembre 2011: era un torneo da disputarsi durante la tradizione lunga pausa invernale del torneo, in paesi dal clima più mite come Cipro e Turchia. In particolare la prima edizione coincideva con un'annata sui generis per il calcio russo: fu infatti quella che vide il passaggio da un sistema annuale a uno europeo (inizio in tarda estate e conclusione a prima vera dell'anno successivo; pertanto in tale edizione svoltasi nel 2012 a Cipro parteciparono le otto squadre che avevano terminato la prima fase del campionato ai primi otto posti che valevano l'accesso alla Poule per la promozione. I partecipanti erano divisi in due gironi: i club che occupano i posti dispari nel campionato furono inseriti nel gruppo A e quelli che occupano posti pari nel gruppo B. In base ai risultati della fase a gironi si stabilì la griglia delle quattro finali (per il primo, terzo, quinti e settimo posto): in queste finali, in caso di pareggio nei tempi regolamentari, le squadre tiravano direttamente i calci di rigore ,senza tempi supplementari. Durante le partite erano consentite sei sostituzioni.
Nelle successive due edizioni la formula fu confermata, ma nel 2014 il torneo fu disputato in Turchia. A partire dall'edizione 2015, invece, il torneo fu allargato a 16 squadre (sempre sulla base della classifica al momento dell'interruzione), divise in quattro gironi. Tale formula fu confermata fino alla fine del torneo: in realtà la partecipazione era volontaria, per cui alcuni club potevano rifiutare di parteciparvi, sostituiti dai club immediatamente più in basso in classifica o, come accaduto in via eccezionale nel 2018, da squadre estere (nella fattispecie il Riga FC che giunse terzo).
Nel dicembre 2020 si decise la definitiva soppressione del torneo. Il club che ha vinto più volte il torneo è l'Ural, con tre vittorie.

## Albo d'oro
| Anno | Vincitore          | Risultato     | Finalista     | Luogo   |
| ---- | ------------------ | ------------- | ------------- | ------- |
| 2012 | Ural               | 1-0           | Šinnik        | Cipro   |
| 2013 | Ural               | 3-1           | Tom' Tomsk    | Cipro   |
| 2014 | Luč-Ėnergija       | 1-0           | Torpedo Mosca | Turchia |
| 2015 | Volgar' Astrachan' | 2-2 (8-7 dtr) | Tom' Tomsk    | Turchia |
| 2016 | Gazovik Orenburg   | 1-0           | Šinnik        | Cipro   |
| 2017 | Fakel Voronež      | 1-0           | Čertanovo     | Cipro   |
| 2018 | Ural               | 1-1 (4-2 dtr) | Luč-Ėnergija  | Cipro   |
| 2019 | Avangard Kursk     | 1-1 (4-3 dtr) | Rotor         | Cipro   |
| 2020 | Chimki             | 7-0           | Tambov        | Cipro   |